# Monasterolo del Castello
Monasterolo del Castello é uma comuna italiana da região da Lombardia, província de Bérgamo, com cerca de 870 habitantes. Estende-se por uma área de 8 km², tendo uma densidade populacional de 109 hab/km². Faz fronteira com Adrara San Martino, Adrara San Rocco, Casazza, Endine Gaiano, Fonteno, Grone, Ranzanico, Spinone al Lago.

## Demografia
| Variação demográfica do município entre 1861 e 2011                               |
|                                                                                   |
| Fonte: Istituto Nazionale di Statistica (ISTAT) - Elaboração gráfica da Wikipedia |